# Enana de la Osa Mayor II
La galaxia enana de la Osa Mayor II (UMa II dSph) es una galaxia enana esferoidal situada en la constelación de la Osa Mayor, descubierta en 2006 en los datos obtenidos por el proyecto  de investigación del espacio Sloan Digital Sky Survey. Se encuentra aproximadamente a 30 kpc del Sol y se mueve hacia este a una velocidad de aproximadamente 116 km/s. Tiene forma elíptica (relación de ejes ~ 2:1) con un radio de penumbra de aproximadamente 140 pársecs. 
Es uno de los satélites más pequeños y débiles Vía Láctea; su luminosidad integrada es aproximadamente 4000 veces la del Sol (con una magnitud aparente absoluta de aproximadamente −4,2),  que es mucho menor que la luminosidad de la mayoría de los cúmulos globulares, lo que la hace incluso menos luminosa que algunas estrellas, como Canopus en la Vía Láctea. Es comparable en luminosidad a Bellatrix en la constelación de Orión. Sin embargo, su masa es de aproximadamente 5 millones de masas solares, lo que significa que la relación masa-luz de la galaxia es de alrededor de 2000.  Esto puede ser una sobreestimación ya que tiene una forma algo irregular y puede estar en proceso de alteración de las mareas. 
Su población estelar se compone principalmente de estrellas viejas formadas hace al menos 10 mil millones de años. La metalicidad de estas viejas estrellas también es muy baja, de −2.44 ± 0.06, lo que significa que contienen 300 veces menos elementos pesados que el Sol. Sus estrellas probablemente estuvieron entre las primeras que se formaron en el universo, y actualmente no hay formación estelar en la galaxia. Hasta ahora, las mediciones no han logrado detectar hidrógeno neutro en él: el límite superior es de sólo 562 masas solares.